# Appendektomia

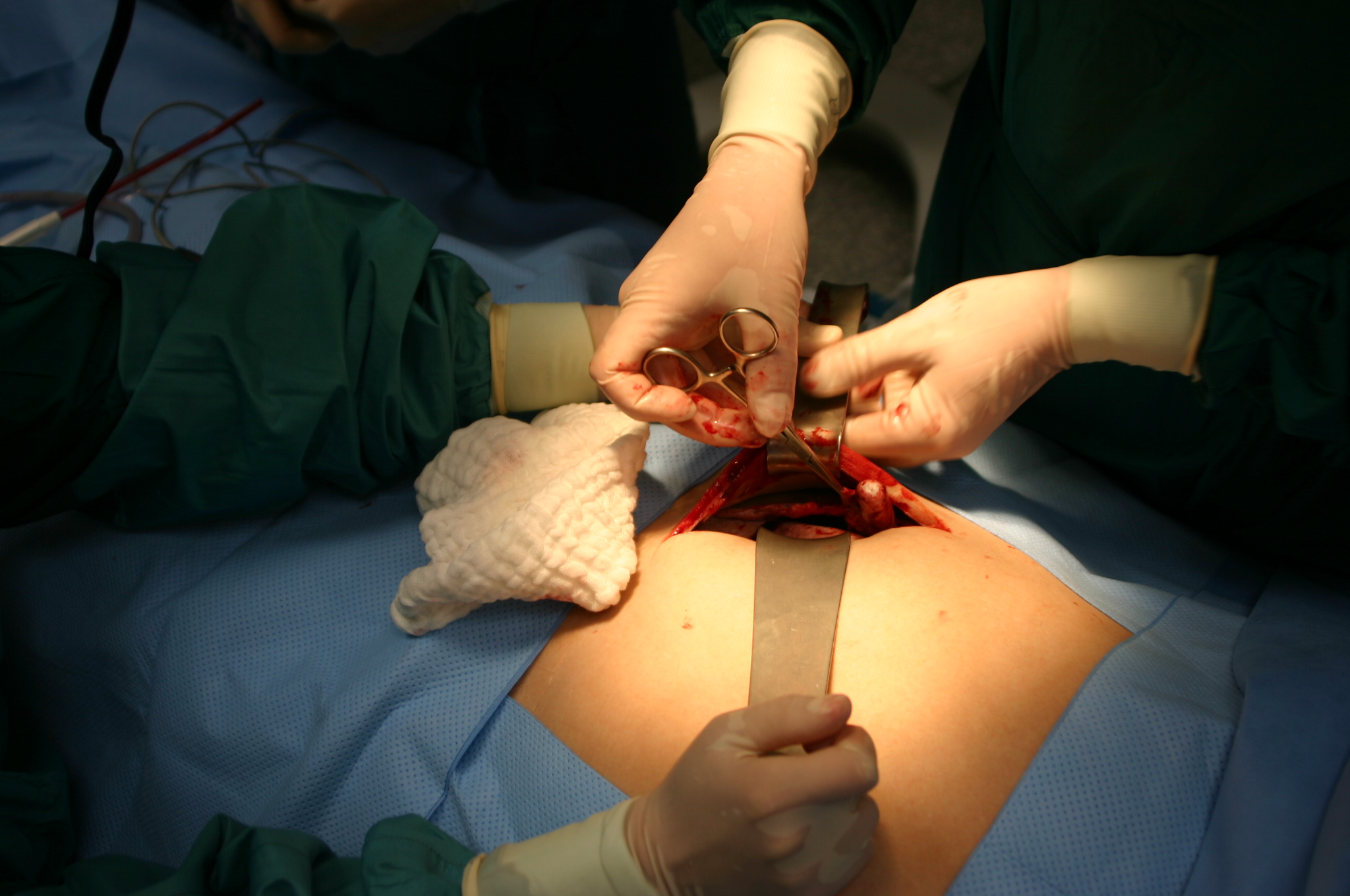
Zabieg appendektomii

Appendektomia – chirurgiczne usunięcie wyrostka robaczkowego. Wskazaniem do operacji jest najczęściej rozpoznanie ostrego zapalenia wyrostka robaczkowego, jak również ropnia okołowyrostkowego (po odpowiednim leczeniu nieoperacyjnym). Zabieg ten jest wykonywany w znieczuleniu ogólnym.
Appendektomie wykonuje się na dwa sposoby:
- Klasycznie z cięcia McBurneya na długości ok. 5–10 cm[3]. Wyrostek odcina się od jelita ślepego (kątnicy), po uprzednim podwiązaniu naczyń krwionośnych. Pozostałość wyrostka wgłębia się do wewnątrz kątnicy i zamyka odpowiednim szwem[2].
- Laparoskopowo poprzez wprowadzenie do jamy otrzewnowej trzech trokarów przez niewielkie (ok. 0,5–1 cm) cięcia. W tym przypadku gojenie się ran jest zazwyczaj krótsze, jednak z różnych przyczyn technika ta nie zawsze może zostać zastosowana[3].

Zabieg ten po raz pierwszy został przeprowadzony (z powodzeniem) w Kanadzie pod koniec XIX wieku, przez Abrahama Grovesa.
W 1902 roku, w wyniku wielodniowego odwlekania operacji, omal nie doszło do śmierci Edwarda VII. Obecnie po stwierdzeniu konieczności jej przeprowadzenia wykonuje się ją niezwłocznie.